# Nuoto ai XVII Giochi paralimpici estivi - Donne 200 metri misti
Le gare di nuoto 200 metri misti femminili ai XVII Giochi paralimpici estivi si sono svolte tra il 30 agosto e il 7 settembre 2024 alla Paris La Défense Arena.

## Programma
Sono stati disputati 9 eventi, articolati in una serie di batterie di qualificazione in mattinata; la finale è stata disputata nel pomeriggio/sera del medesimo giorno.
| SM5  |   |   |   |   |   |   |  |  |   |   |   |   |   |   |  |  | B | F |
| SM6  | B | F |   |   |   |   |  |  |   |   |   |   |   |   |  |  |   |   |
| SM7  |   |   | B | F |   |   |  |  |   |   |   |   |   |   |  |  |   |   |
| SM8  |   |   |   |   | B | F |  |  |   |   |   |   |   |   |  |  |   |   |
| SM9  |   |   |   |   |   |   |  |  |   |   |   |   | B | F |  |  |   |   |
| SM10 |   |   |   |   |   |   |  |  |   |   |   |   |   |   |  |  | B | F |
| SM11 |   |   |   |   |   |   |  |  | B | F |   |   |   |   |  |  |   |   |
| SM13 |   |   |   |   |   |   |  |  | B | F |   |   |   |   |  |  |   |   |
| SM14 |   |   |   |   |   |   |  |  |   |   | B | F |   |   |  |  |   |   |

| M | mattina | P | pomeriggio/sera |

| B | Batterie | F | Finale per medaglia d'oro |

## Risultati
Tutti i tempi sono espressi in minuti e secondi.

### SM5
Le gare si sono svolte il 7 settembre 2024.
| Pos. | Atleta                | Nazione  | Tempo   | Note |
| ---- | --------------------- | -------- | ------- | ---- |
|      | He Shenggao           | Cina     | 3:17,99 |      |
|      | Lu Dong               | Cina     | 3:18,47 |      |
|      | Cheng Jiao            | Cina     | 3:26,33 |      |
| 4    | Monica Boggioni       | Italia   | 3:36,75 |      |
| 5    | Giulia Ghiretti       | Italia   | 3:42,66 |      |
| 6    | Maori Yui             | Giappone | 3:48,88 |      |
| 7    | Esthefany Rodrigues   | Brasile  | 3:52,06 |      |
| 8    | Gabriela Oviedo Rueda | Colombia | 3:54,82 |      |

### SM6
Le gare si sono svolte il 30 agosto 2024.
| Pos. | Atleta                | Nazione       | Tempo   | Note |
| ---- | --------------------- | ------------- | ------- | ---- |
|      | Summers-Newton Maisie | Gran Bretagna | 2:56,90 |      |
|      | Marks Ellie           | Stati Uniti   | 3:02,50 |      |
|      | Liu Daomin            | Cina          | 3:03,60 |      |
| 4    | Harvey Grace          | Gran Bretagna | 3:04,35 |      |
| 5    | Zhu Ji                | Cina          | 3:08,31 |      |
| 6    | Ng Cheuk Yan          | Hong Kong     | 3:11,95 |      |
| 7    | Schott Verena         | Germania      | 3:15,11 |      |
| 8    | Cepaviciute Gabriele  | Lituania      | 3:47,60 |      |

### SM7
Le gare si sono svolte il 31 agosto 2024.
| Pos. | Atleta             | Nazione       | Tempo   | Note               |
| ---- | ------------------ | ------------- | ------- | ------------------ |
|      | Mallory Weggemann  | Stati Uniti   | 2:53,29 | Record paralimpico |
|      | Tess Routliffe     | Canada        | 2:57,17 |                    |
|      | Julia Gaffney      | Stati Uniti   | 3:01,27 |                    |
| 4    | Iona Winnifrith    | Gran Bretagna | 3:03,25 | Record europeo     |
| 5    | Veronika Korzhova  | Ucraina       | 3:04,43 |                    |
| 6    | Danielle Dorris    | Canada        | 3:04,51 |                    |
| 7    | Morgan Stickney    | Stati Uniti   | 3:04,62 |                    |
| 8    | Sara Vargas Blanco | Colombia      | 3:09,79 |                    |

### SM8
Le gare si sono svolte il 1º settembre 2024.
| Pos. | Atleta                  | Nazione                     | Tempo   | Note |
| ---- | ----------------------- | --------------------------- | ------- | ---- |
|      | Brock Whiston           | Gran Bretagna               | 2:40,37 |      |
|      | Viktoriia Ishchiulova   | Atleti Paralimpici Neutrali | 2:40,65 |      |
|      | Alice Tai               | Gran Bretagna               | 2:41,29 |      |
| 4    | Jessica Long            | Stati Uniti                 | 2:45,70 |      |
| 5    | Xenia Francesca Palazzo | Italia                      | 2:49,29 |      |
| 6    | Zhu Hui                 | Cina                        | 2:49,90 |      |
| 7    | Lu Weiyuan              | Cina                        | 2:50,48 |      |
| 8    | Nahia Zudaire Borrezo   | Spagna                      | 2:54,65 |      |

### SM9
Le gare si sono svolte il 5 settembre 2024.
| Pos. | Atleta             | Nazione       | Tempo   | Note |
| ---- | ------------------ | ------------- | ------- | ---- |
|      | Zsófia Konkoly     | Ungheria      | 2:33,31 |      |
|      | Nuria Marquès Soto | Spagna        | 2:34,19 |      |
|      | Anastasiya Dmytriv | Spagna        | 2:37,64 |      |
| 4    | Toni Shaw          | Gran Bretagna | 2:37,88 |      |
| 5    | Lakeisha Patterson | Australia     | 2:39,99 |      |
| 6    | Natalie Sims       | Stati Uniti   | 2:40,02 |      |
| 7    | Mary Jibb          | Canada        | 2:41,70 |      |
| 8    | Xu Jialing         | Cina          | 2:41,87 |      |

### SM10
Le gare si sono svolte il 7 settembre 2024.
| Pos. | Atleta            | Nazione       | Tempo   | Note            |
| ---- | ----------------- | ------------- | ------- | --------------- |
|      | Zhang Meng        | Cina          | 2:26,81 | Record asiatico |
|      | Bianka Pap        | Ungheria      | 2:29,02 |                 |
|      | Lisa Kruger       | Paesi Bassi   | 2:29,91 |                 |
| 4    | Tatyana Lebrun    | Belgio        | 2:32,79 |                 |
| 5    | Faye Rogers       | Gran Bretagna | 2:33,90 |                 |
| 6    | Jasmine Greenwood | Australia     | 2:34,66 |                 |
| 7    | Keira Stephens    | Australia     | 2:36,28 |                 |
| 8    | Gabriella Smith   | Nuova Zelanda | 2:41,19 |                 |

### SM11
Le gare si sono svolte il 3 settembre 2024.
| Pos. | Atleta                             | Nazione                     | Tempo   | Note            |
| ---- | ---------------------------------- | --------------------------- | ------- | --------------- |
|      | Daria Lukianenko                   | Atleti Paralimpici Neutrali | 2:37,77 | Record mondiale |
|      | Ma Jia                             | Cina                        | 2:38,70 | Record asiatico |
|      | Cai Liwen                          | Cina                        | 2:41,83 |                 |
| 4    | Liesette Bruinsma                  | Paesi Bassi                 | 2:43,13 |                 |
| 5    | Zhang Xiaotong                     | Cina                        | 2:43,23 |                 |
| 6    | Scarlett Humphrey                  | Gran Bretagna               | 2:49,59 |                 |
| 7    | Eliza Humphrey                     | Gran Bretagna               | 2:59,51 |                 |
| 8    | Matilde Estefania Alcazar Figueroa | Messico                     | 3:05,45 |                 |

### SM13
Le gare si sono svolte il 3 settembre 2024.
| Pos. | Atleta                               | Nazione     | Tempo   | Note |
| ---- | ------------------------------------ | ----------- | ------- | ---- |
|      | Carlotta Gilli                       | Italia      | 2:25,33 |      |
|      | Olivia Chambers                      | Stati Uniti | 2:25,90 |      |
|      | Róisín Ní Ríain                      | Irlanda     | 2:27,47 |      |
| 4    | Shokhsanamkhon Toshpulatova          | Uzbekistan  | 2:27,55 |      |
| 5    | Maria Carolina Gomes Santiago (SM12) | Brasile     | 2:30,05 |      |
| 6    | Grace Nuhfer                         | Stati Uniti | 2:32,82 |      |
| 7    | Colleen Young                        | Stati Uniti | 2:34,95 |      |
| 8    | Marian Polo Lopez                    | Spagna      | 2:35,37 |      |

### SM14
Le gare si sono svolte il 4 settembre 2024.
| Pos. | Atleta                 | Nazione                     | Tempo   | Note |
| ---- | ---------------------- | --------------------------- | ------- | ---- |
|      | Valeriia Shabalina     | Atleti Paralimpici Neutrali | 2:22,40 |      |
|      | Poppy Maskill          | Gran Bretagna               | 2:23,93 |      |
|      | Aira Kinoshita         | Giappone                    | 2:25,96 |      |
| 4    | Louise Fiddes          | Gran Bretagna               | 2:27,96 |      |
| 5    | Chan Yui Lam           | Hong Kong                   | 2:29,33 |      |
| 6    | Olivia Newman-Baronius | Gran Bretagna               | 2:32,50 |      |
| 7    | Pernilla Lindberg      | Svezia                      | 2:33,94 |      |
| 8    | Paige Leonhardt        | Australia                   | 2:35,33 |      |